# 桑加苏伦·奥云
桑加苏伦·奥云（羅馬化：Sanjaasürengiin Oyuun，1964年—）女，乌兰巴托人，蒙古国地质化学家、政治人物。她是1990年蒙古民主革命领袖之一桑加苏伦·卓力格的妹妹。

## 生平
1964年，奥云出生于乌兰巴托市。1981年，奥云毕业于首都十年制第23中学。此后，先后在捷克布拉格查理大学、英国剑桥大学地质化学专业学习，1987年获得剑桥大学科学博士学位。奥云通晓俄语、英语、捷克语。奥云长期从事地质化学工作。1988年至1990年，任蒙古－捷克合资企业地质学者。1990年至1991年，任联合国开发计划署项目部秘书。1996年至1998年，任英国里奥－金托矿业公司科研中心研究员。
1998年至2000年，奥云当选为国家大呼拉尔委员。此后，2000年、2004年，奥云继续当选为国家大呼拉尔委员。2004年到2005年，任国家大呼拉尔副主席，国家大呼拉尔“祖国－民主联盟”议员团团长。2006年至2007年，任国家大呼拉尔“千年挑战计划”和消除贫困委员会主任。2007年12月5日，国家大呼拉尔委员、公民意志党主席奥云被任命为蒙古政府成员、外交部长，成为蒙古国历史上首位女性外交部长。

## 家庭
奥云已婚，有两个孩子。